# Nižný Tvarožec
Nižný Tvarožec (bis 1927 slowakisch „Nižné Tvarožce“; ungarisch Alsótaróc – bis 1907 Alsótvaroszc, russinisch Нижнiй Тварожецъ/Nyschnij Twaroschez) ist eine Gemeinde im Osten der Slowakei mit 570 Einwohnern (Stand 31. Dezember 2024). Sie gehört zum Okres Bardejov, einem Kreis des Prešovský kraj, und wird zur traditionellen Landschaft Šariš gezählt.

## Geographie
Die Gemeinde befindet sich im nordwestlichen Teil der Niederen Beskiden, noch genauer im Bergland Ondavská vrchovina und am Fuße des nördlich gelegenen Gebirges Busov, im Tal des Baches Sveržovka im Einzugsgebiet der Topľa, nahe der Staatsgrenze zu Polen. Das Ortszentrum liegt auf einer Höhe von 434 m n.m. und ist 15 Kilometer von Bardejov entfernt.
Nachbargemeinden sind Vyšný Tvarožec im Norden und Nordosten, Stebník im Osten, Zlaté im Südosten und Süden, Sveržov im Südwesten, Gaboltov im Westen und Cigeľka im Nordwesten.

## Geschichte
Nižný Tvarožec entstand nach 1330 nach deutschem Recht und wurde zum ersten Mal 1355 als Twrous schriftlich erwähnt, weitere historische Bezeichnungen sind unter anderen Thurospathaka (1414), Alsothwarocz (1492), Also Tuaroscza (1618) und Nižna Twarosscza (1773). Zur Zeit der Ersterwähnung gab es eine Kirche und eine Mühle im Dorf, das ein Teil der Herrschaft von Smilno, später von Makovica war. 1427 wurden 12 Porta verzeichnet, um die Mitte des 15. Jahrhunderts gab es hier eine befestigte hussitische Stätte.
1787 hatte die Ortschaft 66 Häuser und 410 Einwohner, 1828 zählte man 68 Häuser und 502 Einwohner, die als Kürschner, Landwirte, Schafhalter und Waldarbeiter beschäftigt waren. Um die Mitte des 19. Jahrhunderts gab es mehrere Auswanderungswellen, im späten 19. Jahrhundert besaß die Familie Erdődy die Ortsgüter.
Bis 1918 gehörte der im Komitat Sáros liegende Ort zum Königreich Ungarn und kam danach zur Tschechoslowakei beziehungsweise heute Slowakei. In der ersten tschechoslowakischen Republik waren die Einwohner als Kürschner, Landwirte und Waldarbeiter tätig. Nach dem Zweiten Weltkrieg wurde die örtliche Einheitliche landwirtschaftliche Genossenschaft (Abk. JRD) im Jahr 1959 gegründet, ein Teil pendelte zur Arbeit in Industriebetriebe in Bardejov und Košice.

## Bevölkerung
| Jahr                | 1994 | 2004    | 2014     | 2024    |
| ------------------- | ---- | ------- | -------- | ------- |
| Anzahl der Personen | 460  | 460     | 526      | 570     |
| Unterschied         |      | +1,42 % | +14,34 % | +8,36 % |

| Jahr                | 2023 | 2024    |
| ------------------- | ---- | ------- |
| Anzahl der Personen | 569  | 570     |
| Unterschied         |      | +0,17 % |

Nach der Volkszählung 2011 wohnten in Nižný Tvarožec 496 Einwohner, davon 228 Slowaken, 187 Roma, 59 Russinen, vier Ukrainer, drei Tschechen und zwei Russen. 13 Einwohner machten keine Angabe zur Ethnie.
450 Einwohner bekannten sich zur griechisch-katholischen Kirche, 20 Einwohner zur römisch-katholischen Kirche, 10 Einwohner zur Evangelischen Kirche A. B. und sechs Einwohner zur orthodoxen Kirche. Drei Einwohner waren konfessionslos und bei sieben Einwohnern wurde die Konfession nicht ermittelt.

## Bauwerke
- griechisch-katholisch Kreuzerhöhungskirche im Spätbarockstil aus dem Jahr 1777[6]

## Verkehr
Nach Nižný Tvarožec führt nur die Straße 3. Ordnung 3486 als Abzweig der Straße 3. Ordnung 3485 von Tarnov (Anschluss an die Straße 1. Ordnung 77) heraus.